# Лесковець (Монтанська область)
Леско́вець (болг. Лесковец) — село в Монтанській області Болгарії. Входить до складу общини Берковиця.

## Населення
За даними перепису населення 2011 року у селі проживала 51 особа, усі — болгари.
Розподіл населення за віком у 2011 році:
Динаміка населення: